# Partij van de Vrijheid

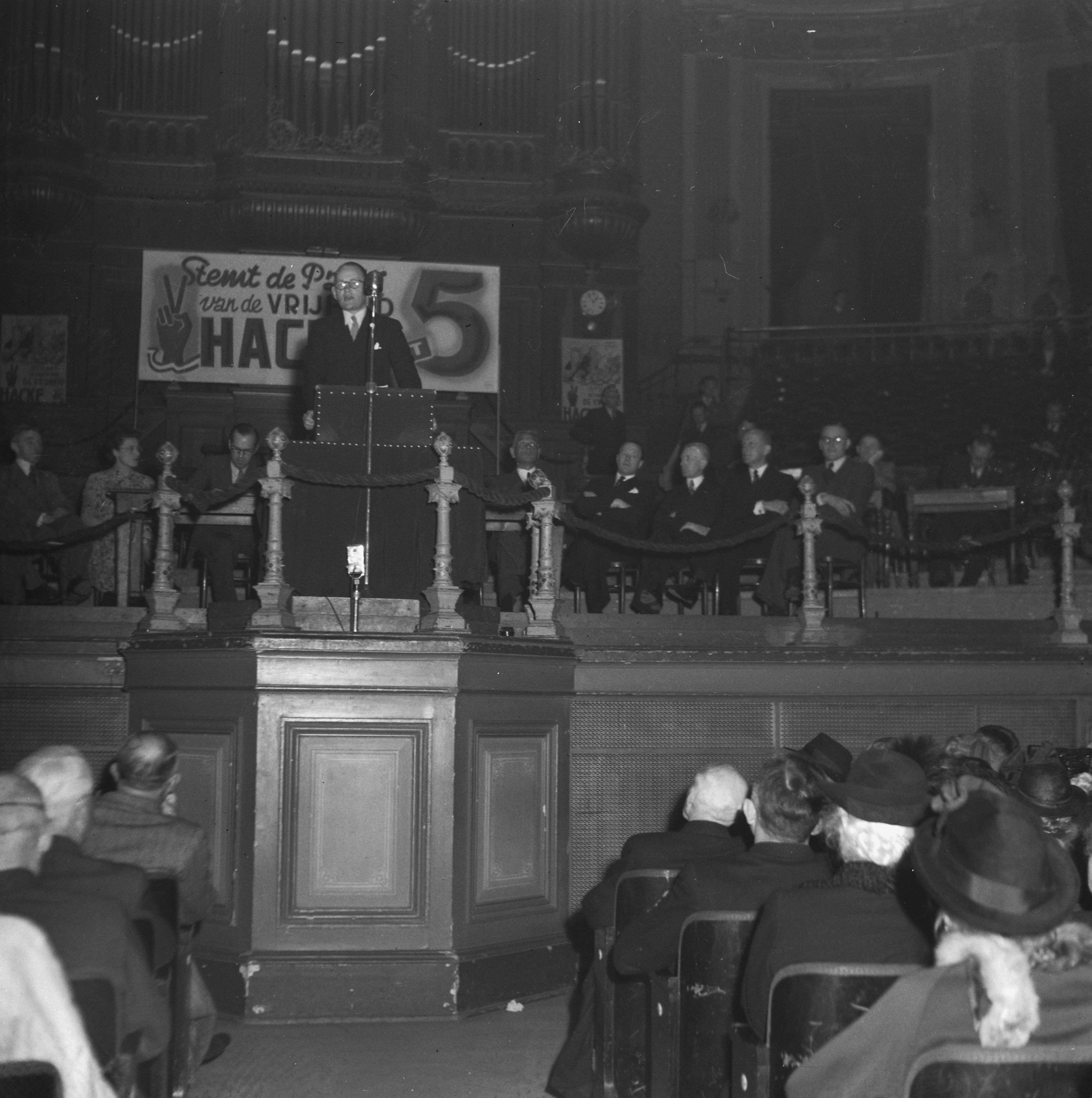
Een vergadering van de Partij van de Vrijheid (8 mei 1946)

De Partij van de Vrijheid (PvdV) was een Nederlandse liberale politieke partij, die bestond van 1946 tot 1948. Het was een voortzetting van de Liberale Staatspartij, ook wel bekend als de Vrijheidsbond, na de Tweede Wereldoorlog.

## Geschiedenis
In 1922 had de Liberale Staatspartij tien zetels in de Tweede Kamer. In 1937 waren het er nog maar vier.
Na de Tweede Wereldoorlog werd de Liberale Staatspartij voortgezet als de Partij van de Vrijheid onder leiding van Dirk Stikker. Andere prominente partijleden waren Steven Bierema, die fractievoorzitter was van de PvdV in de Tweede Kamer, en de latere vicepremier Henk Korthals. Bij de verkiezingen van 1946 haalde de PvdV zes zetels. In de Eerste Kamer kreeg de PvdV in 1946 drie zetels, die in 1948 alle drie overgingen naar de VVD. Samen met het Comité ter voorbereiding van een Democratische Volkspartij fuseerde de partij op 24 januari 1948 tot de Volkspartij voor Vrijheid en Democratie (VVD). Op 27 januari 1948 werden alle PvdV-Kamerleden lid van de VVD. Bij de Tweede Kamerverkiezingen later dat jaar zou de VVD van zes naar acht zetels gaan. Voor de verdere geschiedenis, zie VVD.
| Verkiezingsjaar | Lijsttrekker | Aantal behaalde zetels | Coalitie/Oppositie |
| --------------- | ------------ | ---------------------- | ------------------ |
| 1946            | Dirk Stikker | 6/100                  | Oppositie          |

## Ideologie
Hoewel de PvdV duidelijk een liberale partij was, ontbrak iedere ideologische verwijzing in het partij- en beginselprogramma van 1946. De partij zag Nederland als een samenleving op christelijke grondslag en ging daarbij uit van de beginselen "vrijheid", "verantwoordelijkheid" en "sociale gerechtigheid." Door dat laatste beginsel (uitgewerkt in de artikelen 6 en 7) kreeg de partij een meer sociaalliberaal karakter dan haar voorganger, de Liberale Staatspartij. Het beginselprogramma van de PvdV vormde de inspiratie van het eerste beginselprogramma van de VVD.

## Voetnoten
1. ↑  Afgaande op het Beknopt Program van de Partij van de Vrijheid (1946). De term "liberalisme" komt in het program overigens niet eenmaal voor.
2. ↑  Ook het woord "individualisme" ontbreekt; men spreekt liever van "persoonlijkheid".